# Ondata di piacere
Pour plus de détails, voir Fiche technique et Distribution.
Ondata di piacere est un film italien réalisé par Ruggero Deodato, sorti en 1975.

## Synopsis
Un couple insouciant, Irem et Barbara, est invité à une croisière sur le yacht de Giorgo, un homme cynique, marié à Silvia, une femme perturbée qui se laisse abuser physiquement et mentalement par son mari. Silvia forme un triangle amoureux avec Irem et Barbara pour conspirer contre Giorgio.

## Fiche technique
- Titre original : Ondata di piacere
- Réalisation : Ruggero Deodato
- Scénario : Gianlorenzo Battaglia, Lamberto Bava, Franco Bottari, Fabio Pittorru (it)
- Société de production : T.D.L. Cinematografica
- Pays d'origine :  Italie
- Langue : italien
- Genre : Drame, thriller
- Lieux de tournage : Cefalù, province de Palerme, Sicile, Italie
- Durée : 88 min
- Date de sortie :
  -  Italie : 4 août 1975
- Interdit aux moins de 12 ans

## Distribution
- Al Cliver : Irem
- Silvia Dionisio : Barbara
- John Steiner : George
- Elizabeth Turner : Silvia
- Saverio Deodato : l'enfant sur la plage